# Васка, Лаури
Лаури Васка (англ. Lauri Vaska; 7 мая 1925, Раквере — 15 ноября 2015, Баскин-Ридж, Нью-Джерси) — американский химик, внёсший существенный вклад в металлоорганическую химию.

## Биография
Имеет эстонское происхождение. В 1946 году поступил в Балтийский университет в Гамбурге (Германия), после чего в течение трёх лет (1946—1949) обучался в Гёттингенском университете, который окончил с дипломом бакалавра. Докторскую степень в области неорганической химии получил в Техасском университете уже будучи в США (1952—1956). Работая в качестве научного сотрудника в Северо-Западном университете (1956—1957), он проводил исследования в области магнитохимии. В 1957 году Лаури Васка был принят в том же качестве в Меллонский институт в Питтсбурге, в котором проработал вплоть до 1964 года. В то время в Меллонском институте работала целая плеяда блестящих учёных, таких как Пол Лотербур или Р. Брюс Кинг. В середине 60-х Васка перешёл в Кларксонский Университет в Потсдаме (штат Нью-Йорк), в котором он с 1990 года является почётным профессором химии.

## Исследования
За время своей научной деятельности написал и опубликовал по меньшей мере восемьдесят научных статей в журналах на тему Химия комплексных соединений переходных металлов, гомогенного катализа, а также статьи, относящиеся как к области органической, так и бионеорганической химии. Период его работы в Меллонском институте был особенно плодотворным. Совместно с доктором Ди Луцио в 1962 году Васка впервые дал описание иридиумному соединению, которое теперь известно под названием Комплекс Васка, транс-IrCl(CO)[P(C6H5)3]2. Совместно с рядом других учёных ему удалось продемонстрировать, что в данном соединении протекает ряд реакций с малыми молекулами. Например, он путём окисления может добавлять H2 для того, чтобы получился дигидрид. Впоследствии Васка обнаружил, что его комплекс имеет реверсивную O2 связь. Лаури открыл главные реакции окислительного присоединения, которые являются основными в процессе гомогенного катализа в металлоорганической химии.

## Признание
Хотя работы Васка и получили признание, оно не шло ни в какое сравнение с его вкладом в науку. Среди наград, которых он был удостоен, были Премия Бориса Прегеля за исследования в области химической физики (Нью-Йоркская академия наук) и избрание в 1981 году членом Американской ассоциации содействия развитию науки за «новаторскую деятельность в области металлоорганической химии переходных металлов и синтетических окислителей».